# 로큰롤 탐정 포드
《로큰롤 탐정 포드》(The Adventures Of Ford Fairlane)는 미국에서 제작된 레니 할린 감독의 1990년 액션, 모험, 코미디 영화이다. Arnott와 Cappe의 스토리에 기반을 두고 있다. 앤드류 다이스 클레이 등이 주연으로 출연하였고 스티브 페리 등이 제작에 참여하였다.

## 출연

### 주연
- 앤드류 다이스 클레이
- 웨인 뉴톤

### 조연
- 프리실라 프레슬리
- 로렌 홀리
- 매디 코먼

## 기타
- 협력프로듀서: 수잔 토드
- 의상: 마릴린 밴스